# William Cameron Townsend

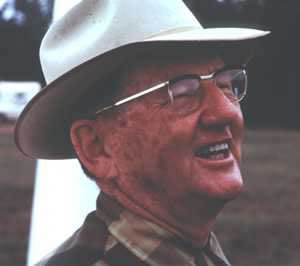
William Cameron Townsend; Bibelübersetzer, Gründer der Wycliff-Bibelübersetzer und des SIL

William Cameron Townsend (* 9. Juli 1896 in Eastvale, Kalifornien; † 23. April 1982 in Waxhaw, North Carolina) war ein bekannter amerikanischer Missionar, der im frühen 20. Jahrhundert seine Tätigkeit aufnahm. Er gründete zwei Organisationen, die sich bis heute hauptsächlich der Bibelübersetzung für Sprachminderheiten widmen: das Summer Institute of Linguistics (heute: SIL International) und die Wycliff Bibelübersetzer. Daneben unterstützen sie die Alphabetisierung und Bildung unter Angehörigen von Minderheitensprachen.
Nur wenige unabhängige Quellen berichten Genaueres über William „Cam“ Townsend vor seiner Zeit als Missionar im Ausland. Geboren wurde er 1896 in eine Familie der unteren Mittelschicht in Südkalifornien. Er besuchte die Compton High School in Südkalifornien und das Occidental College in Los Angeles, verließ es aber, um mehrere Jahre als Verkäufer für das Los Angeles Bible House zu arbeiten.
Townsend war mit Elvira Malmstrom verheiratet (* 1919; † 1944), mit der er vier Kinder hatte. 1946 heiratete er Elaine Mielke (* 1915; † 2007).

## Die Arbeit in Guatemala

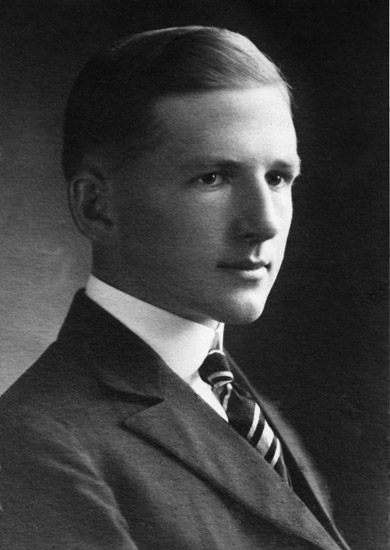
William C. Townsend im Occidental College, Kalifornien, 1917

Townsend fuhr 1917 im Auftrag und unter Obhut des Los Angeles Bible House nach Guatemala, um unweit von Antigua Bibeln in spanischer Sprache zu verkaufen. Nach zwei Jahren schloss er sich der Central American Mission (CAM) an, einem Konglomerat, das der fundamentalistischen Bewegung verpflichtet und ein Kind angesehensten protestantischen Erweckungsprediger des 19. Jahrhunderts war. Die CAM hatte Zentralamerika zum Zwecke der Evangelisation in verschiedene Regionen aufgeteilt. Man war der Ansicht, dass das 1000-jährige Reich erst nach dem zweiten Kommen Christi kommen würde und dass die Auslandsmission nötig sei, um das Wort Gottes allen Völkern zu bringen vor dem Anbruch der 1000 Jahre. Im Unterschied zu seinen Vorgängern erachtete Townsend soziale Reformen nicht als Kraftverschwendung in einer vom Teufel beherrschten Welt. Zudem fiel ihm auf, dass die Botschaft der CAM die Mehrheit der einheimischen Bevölkerung nicht erreichte, weil sie ausschließlich auf Spanisch verbreitet wurde und die Einheimischen keine Fremdsprachen beherrschten.

### Bei den Cakchiquel-Indianern
Townsend ließ sich in einer cakchiquelsprachigen Gemeinschaft namens Santa Catarina an der Küste nieder. Während der nächsten 14 Jahre erlernte er ihre Sprache so gut, dass er die Bibel übersetzen konnte. Er gründete außerdem die „Robinson Bible Foundation“, die mit großzügiger finanzieller Unterstützung aus den USA ein Zentrum errichtete, das eine Schule, Gästebetten, eine medizinische Station (ausgerüstet mit wirksamen Mitteln gegen Parasiten wie z. B. den Hakenwurm), einen Stromgenerator, einen Betrieb zur Kaffeeverarbeitung und einen Laden für Agrarprodukte umfasste. In diesen Jahren wuchs Townsends Besorgnis über die Verarmung und Ausgrenzung der lateinamerikanischen Indianer. Ihn beschäftigten auch die früheren Missionspraktiken, die die Eingeborenen und ihre Kultur nicht oder nur ungenügend ansprechen konnten.

### Die Misere der Eingeborenen: Townsends Problemanalyse
Als Townsend nach den Wurzeln des Elends der Eingeborenen suchte, fand er sie zunächst bei den spanischsprachigen „Ladinos“, den Zwischenhändlern, die als einzige ökonomische und soziale Drehscheibe für die einsprachigen indigenen Gemeinschaften fungierten und eng mit der trägen katholischen Religion verquickt waren. Diese Eliten verfolgten mit der Beibehaltung des wirtschaftlichen und gesellschaftlichen Status quo ihr eigenes Interesse und verspürten daher keinen Wunsch, die Erziehung, die Bildung oder die Zweisprachigkeit der Indianer zu fördern. Ebenso wenig wollten sie sie dazu anregen, sich weiterzubilden, sich zu vervollkommnen oder den Kapitalismus für sich zu entdecken.
Zum andern tadelte Townsend auch die mittelamerikanische einheimische Gesellschaft selbst. In der synkretistischen Kultur fand er die gleichen Formen von Unterdrückung, die europäische Kulturen ihr auferlegten, allerdings von innen her. Die zahlreichen Heiligen verlangten nach vielen Festtagen, verbunden mit Pflichteinkäufen und überbordendem Essverhalten und Alkoholgenuss. Moderne Gesundheitsfürsorge drang selten bis zu diesen Gemeinschaften vor, die sich lieber Geistheilern anvertrauten, was in Townsends Augen nur Kosten verursachte, ohne wirkliche Hilfe oder Fürsorge zu bieten. Dementsprechend betrachtete er die Maya um sich herum als von innen und von außen gefangen und suchte nach einer Ausstiegsstrategie, einem ganz neuen Lösungsweg.
Gemäß Townsends konservativem Glaubensverständnis stellte der Übertritt zum Protestantismus die ultimative Rettung für die indigenen Völker dar; aber er musste sich zuerst mit der Frage auseinandersetzen, warum die gängigen Missionen viele einheimische Konvertiten nicht gewinnen konnten. Als erste Antwort stieß er darauf, dass die ungebildeten Indianer, die nur ihre eigene Sprache beherrschten, keinen Zugang zu einer Schrift hatten, also Analphabeten waren. Viele konnten nicht lesen, und selbst die, die es konnten, hatten keine Bibel zur Verfügung in einer für sie verständlichen Sprache. Obwohl der Synkretismus in den indigenen Volksgruppen uneingeschränkt herrschte, stemmte sich die Pfarrerschaft gegen eine Bibelübersetzung, da sie schlechte Auslegungen befürchtete. Zugleich konzentrierten sich protestantische Missionen wie die CAM auf die herrschenden Ladinos als Konvertiten anstatt die einheimischen Untertanen. Townsends Vorgesetzte zeigten bereits Anzeichen von Unbehagen, weil er lokale Bräuche, Kleidersitten und die Sprache übernommen hatte.

### Townsends Antwort auf die Misere
Unbeeindruckt von der Besorgnis seiner Vorgesetzten formulierte Townsend nach und nach seinen Plan und seine Dienstphilosophie, die später auch das SIL formen und prägen sollte. Letzten Endes wollte Townsend von Einheimischen geführte, eigenständige evangelische Gemeinden. Dieses Ziel ließe sich dauerhaft jedoch nur erreichen durch eine beträchtliche Neuordnung der Gesellschaft und verschiedene zusätzliche Parallelprogramme, die das erforderliche Wissen und die Fähigkeiten für die Einheimischen bereitstellten. Um solche Gemeinden zu entwickeln, brauchte es zuerst eine Gruppe gebildeter Individuen mit einer muttersprachlichen Bibel. Sodann würde nur die Beseitigung der oben genannten kulturellen Fußfesseln und das Einimpfen einer durch und durch protestantischen Geisteshaltung in breiten Bevölkerungsschichten das langfristige Überleben sicherstellen oder im besseren Fall die Ausbreitung der Gemeinden ermöglichen. Schließlich wusste Townsend als geschickter Angehöriger der Oberschicht und in dieser Hinsicht als politischer Amateur, dass viele der lateinamerikanischen römisch-katholischen Staatsmänner und neuerdings auch viele liberale Regierungen eine überzeugende Begründung verlangen würden, warum sie protestantischen Missionaren überhaupt erlauben sollten, innerhalb ihres Staatsgebietes zu wirken – besonders wenn es sich um alteingesessene Stämme handelte, was politisch immer heikel war. Townsend wusste: Was immer für eine Organisation er schaffen würde – sie würde auf all diese Probleme eingehen müssen.
Die Lösung, die Townsend schließlich fand, war so einfach, dass man sie in einem einzigen Wort zusammenfassen konnte: Sprachforschung bzw. Linguistik. Diese gerade aufkommende Wissenschaft – frisch gestärkt durch die ersten weitverbreiteten Veröffentlichungen des Deutschen Edward Sapir (1921) und des Amerikaners Leonard Bloomfield (1933), konnte Townsends religiösen Zielen die wissenschaftliche Glaubwürdigkeit und das Ansehen verleihen, das er brauchte, um Regierungsbeamte von der Legitimität seiner Organisation zu überzeugen. Nachdem er bereits einige von Sapirs weniger eurozentristischen Anschauungen bei der Entschlüsselung der Cakchiquel-Sprache angewendet hatte, konnte er die linguistische Theorie brauchen, um Evangelische in den USA zu trainieren, die Heilige Schrift in viele indigene Sprachen zu übersetzen. Sobald ihnen Zugang zu den Volksgruppen gegeben würde, würden sie Alphabetisierungsprogramme ins Leben rufen, moderne Mittel der Gesundheitsfürsorge beschaffen und bereitstellen, sowie auf subtile Weise beginnen, evangelische Konvertiten als Sprachinformanten zu gewinnen, um die Übersetzungsarbeit an der Bibel zu beginnen. Bekehrung und Bibelübersetzung würden auf diese Weise nur als Teil einer weiter gefassten Umgestaltung der Gesellschaft passieren, was sowohl innerhalb der Volksgruppe als auch auf Regierungsebene Lob ernten würde. Townsend hoffte, durch das Einführen einer kapitalistisch-individualistischen Ideologie, westlicher Technologie und moderner Medizin die Missionare/Linguisten an die Stelle der alten Ladino-Mittelsleute rücken zu können. Dort sollten sie als bevorzugte Mittler von Gütern und Dienstleistungen der sie umgebenden Gesellschaft dienen. Aus dieser starken Position heraus könnten die Evangelischen indigene Gesellschaften reformieren und aus ihnen Gemeinschaften von unternehmerischen, zweisprachig gebildeten und darüber hinaus von protestantischen Individuen schaffen, die innerhalb ihrer Zivilgesellschaft zur Selbstentwicklung befähigt wären.
Schon als Townsend diese Weltsicht noch am Entwickeln war, hatte er begonnen sich auszumalen, wohin er seine Linguisten zuerst senden würde. Dabei spielte das riesige und unerforschte Amazonasbecken eine herausragende Rolle. Seinen Kollegen in der Central American Mission erschien sein Plan überspannt, großspurig und unrealistisch. Denn seit Jahrhunderten hatten es die Jesuiten, die Sklavenfänger, die Kautschuk-Sammler und sogar einige Militäroperationen auf die Stämme des Amazonas abgesehen. Aber diese blieben schwer erreichbar, indem sie sich auf die Ausdehnung und Unwirtlichkeit ihres heimatlichen Geländes verließen, darin verschwanden und sich für immer abschotteten.

### Schritte zur Verwirklichung der Strategie

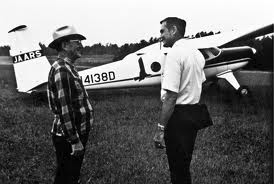
Townsend (links) mit einem seiner ersten JAARS Piloten

Townsend schlug vor, Flugzeuge zu benutzen und ein Radio-Netzwerk aufzubauen, um Stämme zu kontaktieren und an einem Punkt zu sammeln. Doch die Komplexität und die Kosten einer solchen Vorgehensweise sorgte unter weniger technologisch eingestellten Missionaren für Irritation. Manche gaben zu bedenken, dass für einzelne Bibelübersetzungen unglaublich viel Arbeit investiert würde und dadurch bloß eine geringe Population zu erreichen sei. Außerdem lief das Konzept einheimisch geführter Gemeinden, die ihre Muttersprachen verwendeten, den allgemeinen paternalistischen Gebräuchen der Fundamentalisten in Guatemala zuwider.
Irgendwann zwischen 1931 und 1933 entschied Townsend, anstelle des Amazonas Mexiko zum Ausgangspunkt der Unternehmungen zu machen. In Panajachel, Guatemala, traf er zufällig auf Moisés Sáenz, den mexikanischen Vizeminister für Bildung, der gerade Ferien machte und Schulen auf dem Land besuchte. Beide verstanden sich bestens, waren missionarisch geschulte Presbyterianer mit gemeinsamen Vorstellungen und wurden Freunde. Sáenz gab ihm einen Brief mit, der seine Wertschätzung für Townsends Arbeit in Guatemala zum Ausdruck brachte und ihn in Mexiko willkommen hieß. An Tuberkulose erkrankt und belastet vom anhaltenden und massiven Mangel an Unterstützung für seine Pläne in Guatemala, reiste Townsend 1932 in die Staaten zurück. Er ersuchte L. L. Legters um Hilfe, den zuständigen Sekretär der Pioneer Mission Agency und vertrauten Freund. An einem Gebetstreffen im August 1933 hatte Townsend den Eindruck erhalten, dass es Gottes Wille sei, nach Mexiko-Stadt zu fahren, um von der Regierung die Erlaubnis zu erhalten, Männer zu den indianischen Stämmen zu senden, damit sie deren Sprachen lernten und die Bibel in jene Sprachen übersetzten. Zwei Monate später traf ein Brief von Sáenz ein, in welchem Townsend und Legters gedrängt wurden, nach Mexiko zu kommen.

## Mexiko und die Gründung von SIL

### Der erste Vorstoß
Als die Mexikanische Revolution in vollem Gange war, nahmen die nachfolgenden liberalen Regierungen systematisch und manchmal auch gewaltsam die Katholische Kirche als eines der vielen gesellschaftlichen Übel ins Visier, welche Mexiko in die Knie gezwungen und das Land dem Willen der Vereinigten Staaten unterstellt hätten. Als Townsend und Legters dies bemerkten, entwickelten sie einen Plan, um ohne Empfehlungsschreiben für Missionare nach Mexiko einreisen zu können. Nachdem sie sich offiziell von allen formellen Beziehungen (inkl. der Central American Mission) getrennt hatten, nutzten sie Sáenzs Brief, um die Grenze zu passieren und sich nach Mexiko-Stadt durchzuschlagen. Dieser Fall stellt das erste Beispiel für das dar, was Kritiker später als Täuschungen (‘deceits’) betrachteten, durch die die beiden Männer ihr eigentliches Ziel hinter einem Schleier staatlicher Legitimation verbargen. In diesem Fall stand hinter der antiklerikalen Verfassung von 1917 die Absicht, die „Muskeln“ der katholischen Hierarchie in Staatsangelegenheiten zu schwächen und nicht so sehr, die Anbetung Gottes im Volk zu unterdrücken. Daher handelten Townsend und Legters faktisch in Übereinstimmung mit dem Gesetz und seiner Zielsetzung, als sie ihr religiöse Profilierung zurückstuften, ohne ihren Glauben aufzugeben.
Der zweite Schlüssel zum Erfolg in Mexiko lag in Townsends Verständnis für die Wichtigkeit persönlicher Verbindungen. Sein Charme und seine kühne Haltung öffnete die Türen zu vielen wichtigen Personen. Während der ersten Mexiko-Reise gingen Townsend und Legters einer Reihe von Namen nach, darunter einige wohlgesinnte Amerikaner und weitere mexikanische Behördenmitglieder. Ihre Reise führte von Dinnerparties und durch Botschaftsräumlichkeiten bis zur Besichtigung von Landschulen. Eine Schlüsselrolle spielte Rafael Ramírez, Direktor für Erziehung in den ländlichen Gebieten innerhalb des Erziehungsministeriums. Weil er immer noch Ablehnung befürchtete, nahm Townsend in den Gesprächen nur indirekt und zurückhaltend auf das Thema Religion und Bibelübersetzung Bezug. Er ließ den Behörden gegenüber immer genug Spielraum für glaubhafte Abstreitbarkeit.
Der dritte Schlüssel zur Gründung der Organisation war die Übereinstimmung von Townsends Plan mit dem Konzept des „Indigenismus“ (‘indigenismo’), das bereits unter den mexikanischen Gebildeten kursierte. Viele von ihnen hatten an eine schrittweise Integration der indigenen Kulturen in die nationale Kultur zu glauben begonnen – und zwar dank größerem Verständnis in Anthropologie und Linguistik. Man glaubte, Fortschritte in diesen Bereichen würden zu effektiveren Formen kultureller und sprachlicher Integration führen (insbesondere die zweisprachige Erziehung), und schließlich würden die indigenen Kulturen von der nationalen Kultur aufgesogen werden. Die große Ähnlichkeit zwischen dem indigenismo und Townsends Ideologie zeigte sich in dem Ereignis, das von SIL-Mitgliedern als ‘Wunder von Tetelcingo’ bezeichnet wird.

### Die Begegnung mit Mexikos Präsident

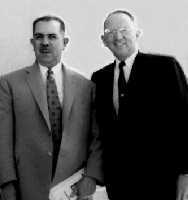
Präsident Lázaro Cárdenas und Townsend (rechts)

Am 21. Januar 1936 besuchte Präsident Lázaro Cárdenas, der für seine ausgedehnten Besichtigungstouren auf dem Land bekannt war, eine Kleinstadt etwas südlich von Mexiko-Stadt, wo Townsend ein Projekt gestartet hatte. Die Gründe für diesen Besuch und für die sich daraus entwickelnde Freundschaft zwischen den beiden Männern sind vielfältig und komplex. Am wichtigsten war, dass beide ein außergewöhnliches Anliegen für die indigenen Völker Mexikos hatten. Townsends Programm, das “Sprachforschung, praktische Hilfe und geistliche Unterweisung (oder Lenkung)” verband, passte gut zu Cárdenas’ allgemeinem Hauptziel, den Einfluss der katholischen Kirche auf die ländliche und indigene Erziehung zu stoppen. Gleichzeitig begriff Cárdenas wahrscheinlich, dass Townsend als solcher, weil er Amerikaner war, interessante Eigenschaften und Beziehungen hatte und dabei behilflich sein konnte, das chronische Misstrauen in den USA gegenüber seiner Regierung zu lindern, das teilweise von schädlicher katholischer Propaganda herrührte. Unabhängig von den Gründen des Besuchs war das Ergebnis die solide Unterstützung des Präsidenten. Die Ereignisse der vorangehenden 20 Jahre in Townsends Leben kamen bei dieser Begegnung zu einem Höhepunkt, der das Willkommensein seiner Linguisten in Mexiko für mehrere Jahre festigte.

### Camp Wycliffe
Townsend und Legters eröffneten das Camp Wycliffe in Arkansas im Sommer 1934. Benannt wurde es nach John Wycliff, dem ersten Übersetzer des ganzen Neuen Testaments ins Englische. Das Trainingslager war darauf ausgerichtet, junge Menschen in den Grundlagen der Linguistik und Übersetzungsmethoden zu schulen. Zwei Studenten meldeten sich an. Im nächsten Jahr waren es fünf Männer, darunter auch Kenneth L. Pike. Townsend nahm nach einer Schulungseinheit seine Studenten mit nach Mexiko, um die Arbeit auf dem freien Feld anzufangen.
Obwohl die Übersetzer in Mexiko herzlich empfangen wurden, wollte Townsend keine zusätzlichen Risiken eingehen; und er träumte weiterhin von der Ausdehnung seiner Unternehmung ins Amazonasgebiet und darüber hinaus. Er wusste, dass ein so offenkundig religiöser Name eine Belastung darstellen würde für die Verhandlungen mit den meisten Regierungen und für das Aushandeln dessen, was er immer noch als rein linguistische und anthropologische Unternehmen präsentieren wollte.
Aus diesem bescheidenen Anfang entstanden der weltweite Dienst des Summer Institute of Linguistics (SIL), die Wycliff-Bibelübersetzer und der technisch-logistische Partner der SIL, die Jungle Aviation and Radio Service (JAARS). Leitgedanke dieser Organisationen ist es, dass durch das Zugänglichmachen der Bibel für eine Kultur die einheimischen Christen viel selbständiger werden können und ihre eigenen Kirchen leiten können. Die Einheimischen sollen aus ihrer Abhängigkeit von anderen Organisationen und Kulturen befreit werden.

## Peru

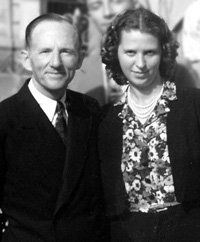
William und Elaine Townsend

Kenneth L. Pike war der erste Vertreter des SIL, der Peru Ende 1943 besuchte. SIL unterzeichnete am 28. Juni 1945 einen Vertrag mit dem Peruanischen Bildungsministerium. In Peru und bei späteren Expansionen fand Townsend seine “Mission maßgeschneidert nach den Bedürfnissen der US-amerikanischen Politiker. … Amerikanische Missionare hatten schon immer amerikanische Firmen im Ausland begleitet, aber im politischen Klima in Lateinamerika nach dem Zweiten Weltkrieg gefielen Townsends neue Ernte missionarischer Übersetzer und Pädagogen besonders den US-Botschaftern, die damit beauftragt waren, Märkte und Bodenschätze für die US-Wirtschaft zu sichern.” 1942 markierte auch Perus Sieg über Ecuador im Konflikt um die Grenzlinie im ölreichen Amazonasgebiet. Präsident Manuel Odría, Prados Nachfolger im Amt, unterstützte Townsends flugzeugbasierten Plan als Mittel, um militärische Sachkenntnis und Ausrüstung aus den USA ins Land zu bringen. Als stramme Nationalisten glaubten beide Präsidenten fest an den Wert des Amazonas als natürliche Ressource und als mögliches Siedlungsgebiet. Stoll behauptet, dass beide auch darin übereinstimmten, dass SIL die wichtigste Organisation sei, um die indigene Bevölkerung in die neue Wirklichkeit westlicher Expansion einzuführen, währenddem sie für eine entstehende Infrastruktur sorgten.

### Der ‚Jungle Aviation And Radio Service‘ (JAARS)

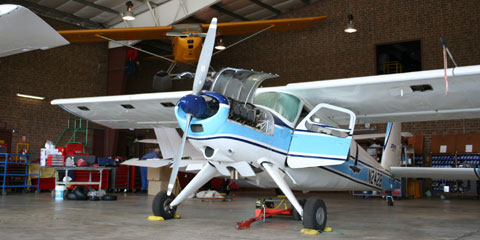
Eine Helio Courier mit der Fähigkeit zu Kurzstarts und -landungen; Hangar von JAARS, 2005

1948 schuf Townsend die dritte wichtige Gesellschaft, die mit SIL verbunden war: den „Dschungelflug- und Radiodienst“. Bis zu diesem Zeitpunkt wurden die Unternehmungen der SIL auf wackelige Weise zusammengehalten durch lediglich einen Jeep und mehrere Funkgeräte, die von der Amerikanischen Botschaft zur Verfügung gestellt wurden. 1946 nahm Larry Montgomery, ein Pilot des Air Corps, mit Townsend Kontakt auf und bot ihm sehr günstig eine Grumman Duck an, ein Amphibienflugzeug. Die Maschine stellte ihren Wert unter Beweis; sie diente 1947 sogar als einziger Rettungstransporter für ein abgestürztes peruanisches Militärflugzeug, aber sie verlangte nach allzu umfangreichen Investitionen, um die Möglichkeiten abzudecken, die sich Townsend vorstellte. Außerdem würde eine kleine Flotte von Flugzeugen einen Hangar, eine Piste, Mechaniker, mehr Piloten, Treibstoff und Ersatzteile benötigen. Es fehlte an den Mitteln. Townsend beschaffte erfolgreich Geld, indem er bei mehreren reichen Evangelikalen um Unterstützung warb.

## Anpassung der Unternehmensführung
Townsend blieb bei SIL als Gründer und organisatorischer Leiter viele Jahre lang aktiv. Seine Kraft ließ allmählich nach. SIL blieb unter dem Einfluss von zwei allgemeinen Trends:
1. Linguistik wurde langsam ein populäres Studiengebiet. Die Anforderungen zur Erlangung akademischen Ansehens wurden nach und nach angehoben. Townsends Bibel auf Spanisch-Cakchiquel wurde selbst in Guatemala nie in großem Stil herumgereicht. Trotz seiner Begeisterung für die Linguistik wird diese ihn bloß als “einen hingegebenen, aber linguistisch naiven Missionar” in Erinnerung behalten. Nach Townsends Meinung machten die Zielsetzungen des SIL jedenfalls wissenschaftliches Verständnis erforderlich. Daher bemühte er sich, wirklich fachkundige Linguisten mit vertrauenswürdigen Qualifikationen auszubilden. In den Anfangsjahren hatte akademisches Können einen geringeren Stellenwert als strategische Ausdehnung, was schnelle Schulung einer großen Anzahl von Bewerbern in sich schloss. Townsend hatte sich die Organisation in erster Linie als ein großflächiges Instrument der Bibelübersetzung vorgestellt. Seine Tüchtigkeit als Verkäufer und sein wacher Sinn politische Verhältnisse hatten dieser Vision Erfolg beschert. Indes widmete sich eine Minderheit mit Kenneth L. Pike als Leitfigur der Sprachwissenschaft mit einem tieferen Interesse als bloß zum Zwecke der Bibelübersetzung. Diese Leute besetzten die oberen Reihen in der akademischen Hierarchie des SIL, hatten aber zunächst recht wenig Einfluss auf die Tätigkeiten der Organisation. Als die Linguistik als Disziplin in den 1960er und 1970er Jahren sich stetig entwickelte, wurde das akademische Prestige in den Einsatzgebieten ein gefragteres Gut und war dementsprechend schwieriger zu erlangen.
2. SIL wurde ungefähr zwischen 1971 und 1981 von einer heftigen Kontroverse fast verschlungen. Der Konflikt setzte sich aus zwei getrennten, aber zusammenhängenden Komponenten zusammen. Zum einen geriet die zunehmend prominente und profilierte Organisation ins internationale Rampenlicht, sowohl in den USA als auch außerhalb, besonders aber in den Hallen US-amerikanischer Hochschulen, wo alleine der Name “SIL” von einem Hauch schlechten Rufes umgeben war. Gedeckt durch neue Sichtweisen der Anthropologie bzw. über das Menschbild ließen SIL-Kritiker nur wenige Seiten des Instituts unversehrt.

Zum andern stritten im gleichen Zeitraum viele Regierungen intern darüber, ob sie SIL weiterhin über Staatsverträge unterstützen und sogar, ob sie SIL weiterhin auf ihrem Staatsgebiet dulden sollen. Aus einer Reihe von Gründen kappten mehrere Staaten die Zusammenarbeit mit SIL, wobei die einen SIL geradewegs aus dem Land warfen, andere die Verträge kündigten und wieder andere sie auslaufen ließen. Im Ergebnis war SIL nicht mehr in der komfortablen Lage, ohne nennenswerte Konkurrenz arbeiten zu können; fortan boten neue Akteure den Regierungen und den indigenen Völkern ähnliche Dienste mit vergleichbaren wechselseitigen Bedingungen an.
Die Zeit dieser Auseinandersetzungen zwangen Mitarbeitende und die Leitung des SIL, ihre Strategien und Methoden zu überdenken. Einige unter ihnen, speziell Kenneth Pike, hatten schon Jahre zuvor die Gefahren und Kehrseiten der Townsend’schen Ansatzes erkannt. Der Druck von außen fiel mit internen Belastungen zusammen wegen logistischer Probleme zur Aufrechterhaltung des JAARS-Netzwerks, v. a. im Amazonas. Dieser doppelte Druck gestatteten es schließlich einigen innerhalb der SIL, die nötige Reform gegen eine schwerfällige Opposition durchzusetzen, oder mit den Worten von David Stoll: “the nerds’ vote finally won out over the flyboys’.” Als Ergebnis dieser Machtverschiebungen wurde Townsends Strategie angepasst; nach der Kontroverse spielte er selbst eine passivere, mehr väterliche Rolle.